# Hermann Seidel (Gärtner)

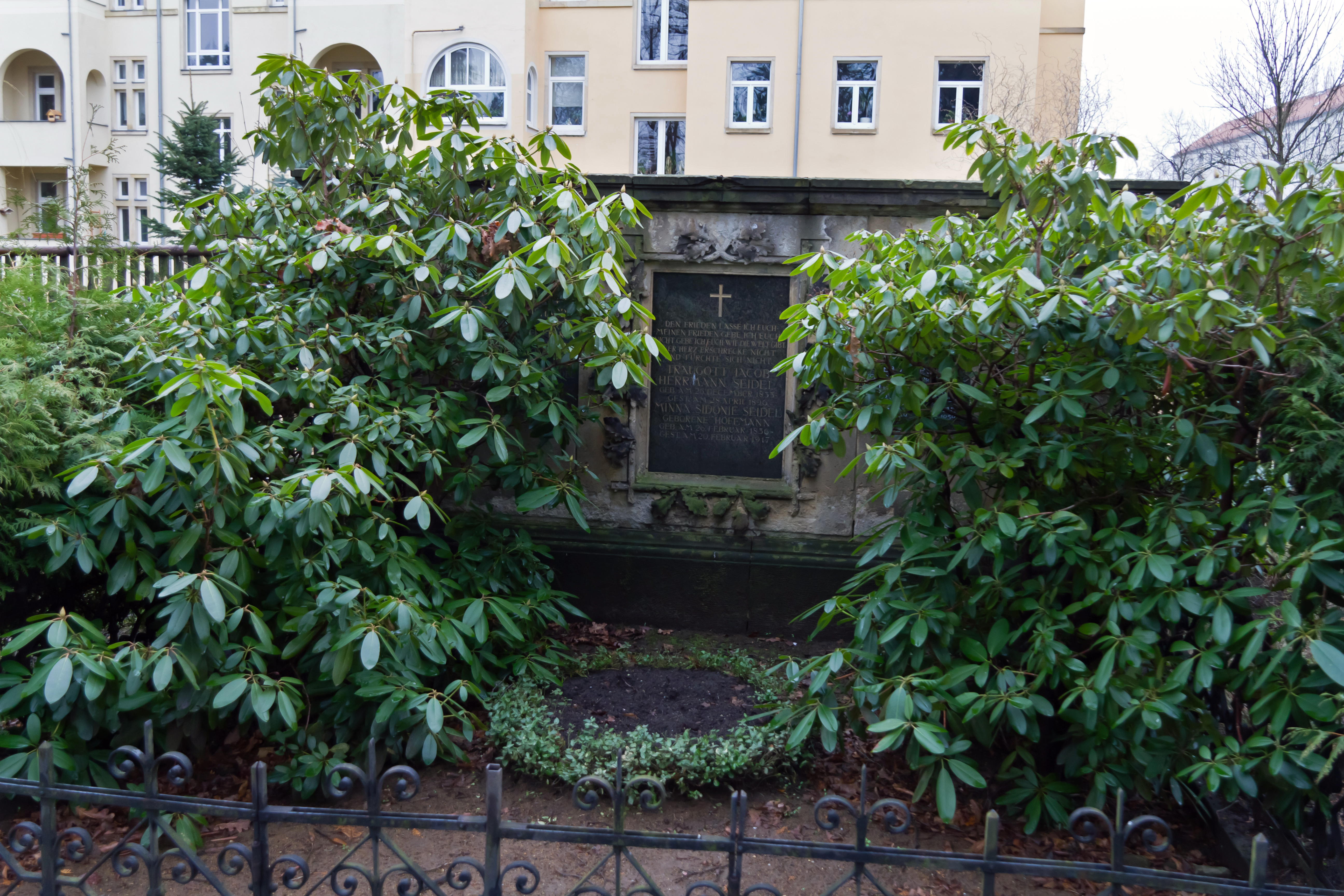
Grabstein Seidels auf dem Striesener Friedhof

Traugott Jacob Hermann Seidel (* 26. Dezember 1833 in Dresden; † 28. April 1896 ebenda) war ein deutscher Gärtner und Pflanzenzüchter. Er entstammte einer traditionsreichen sächsischen Gärtnerfamilie. Internationales Ansehen erlangte er mit der Zucht von winterharten Rhododendren.

## Familie
Hermann Seidels Großvater war Johann Heinrich Seidel, der als „Vater des Dresdner Gartenbaus“ für seine Pflanzensammlung in der Herzogin Garten in Dresden bekannt geworden war. Hermanns Vater Friedrich Jakob Seidel gründete mit seinem Bruder Traugott Leberecht die Seidelsche Gärtnerei, die unter der Leitung Hermanns und seiner Nachfahren bis zum Ende des  Zweiten Weltkriegs bestand. Ein weiterer Sohn Hermann Seidels, Rudolf Seidel, verlagerte einen Teil des Familiengeschäfts nach Grüngräbchen in der Nähe von Kamenz, wo es bis heute (Stand Januar 2017) als T. J. Rud. Seidel Rhododendronkulturen im Familienbesitz ist. Verheiratet war Hermann Seidel mit Minna Sidonie Seidel (geb. Hoffmann, 1836–1917). Seine Tochter Rosalie heiratete den Gartenarchitekten Friedrich Bouché und verband damit die beiden Gärtnerdynastien Seidel und Bouché.

## Leben
Hermann Seidel übernahm 1860 die Gärtnerei seines Vaters. Während seiner Lehr- und Wanderjahre gelangte er unter anderem nach Frankreich und England, wo er mit dem Gärtner und Pflanzenzüchter John Standish zusammenarbeitete. Dabei begegnete er ersten Züchtungsversuchen winterharter Rhododendren. Diese Idee griff Seidel auf, da in Deutschland bisher nur Rhododendren bekannt waren, die nicht im Freien überwintern konnten. Die Seidelsche Gärtnerei brachte im Jahr 1867 ihre erste eigene Azaleenzüchtung, die zweite in Deutschland, auf den Markt. Die Züchtungen Seidels sowie eine ab 1884 eingeführte Veredlungsform konnten die bis dahin wirtschaftlich führende Konkurrenz aus Belgien verdrängen.

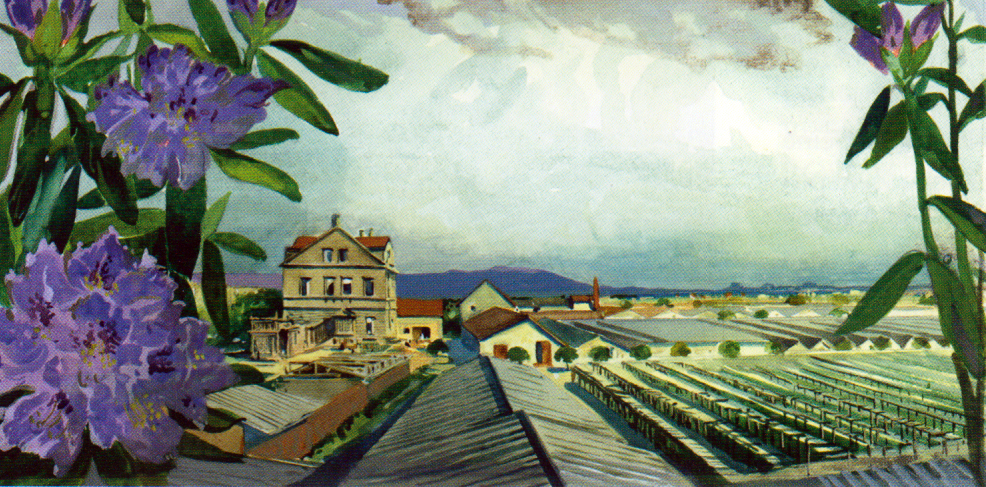
Seidelsche Gärtnerei in Striesen

Durch den ständig steigenden Platzbedarf seiner Gärtnerei verlegte er das Geschäft 1865 in das damals noch größtenteils unbebaute Striesen. Er begann auf einer Fläche von über 6 Hektar in der Nähe des Großen Gartens, in 18 Gewächshäusern Pflanzen zu kultivieren. Wenig später erweiterte Seidel das Gelände der Gärtnerei auf Grundstücke an der heutigen Pohland- und Schandauer Straße. Dort errichtete er zwei Gewächshäuser auf Schienen, die per Kurbelbetrieb über den Pflanzenkulturen platziert werden konnten. Zu den Besuchern seiner Gärtnerei zählte auch der damalige sächsische König Albert, der bei einem Besuch des Unternehmens eigenhändig die Kurbeln der Gewächshäuser bediente. Die Seidelsche Technik diente als Idee des ebenfalls auf Schienen gelagerten Kamelienhauses in Pillnitz. Ein Kiefernwald, der unmittelbar an das Gärtnereigelände grenzte, wurde ebenfalls von Seidel erworben, um dort vor allem Rhododendren anzupflanzen. Er nannte dieses Gelände durch seine damalige Lage am Rand des besiedelten Gebietes „Sansibar“. Seine ab 1877 gezüchteten zahlreichen neuen Hybriden winterharter und anderer Rhododendronarten machten ihn und den Gärtnereistandort Striesen überregional bekannt. Neben den Rhododendren kultivierte Seidel in seinen Gärten hauptsächlich Azaleen (etwa 400 Sorten) und Kamelien (etwa 1100 Sorten). Die Züchtungen Seidels wurden auf internationalen Ausstellungen präsentiert, so zum Beispiel 1893 auf der World’s Columbian Exposition in Chicago. Durch diese internationale Anerkennung der Seidelschen Pflanzenzucht avancierte Striesen zu einem der wichtigsten Gartenbaustandorte im deutschsprachigen Raum, an dem sich zeitweilig bis zu 50 gärtnerische Unternehmen ansiedelten.
Hermann Seidel war maßgeblich an der Organisation der Internationalen Gartenbauausstellungen in Dresden beteiligt, von denen die erste im Jahr 1887 im Großen Garten durchgeführt wurde; für die Ausrichtung der Ausstellungen in den Jahren 1896 und 1907 waren seine Söhne Rudolf und Heinrich verantwortlich.
Seine Söhne stiegen Ende der 1880er in das väterliche Geschäft ein und übernahmen es 1891. Hermann Seidel starb 1896 und wurde auf dem Friedhof in Striesen beigesetzt. Eine Straße in der damals noch selbständigen Gemeinde Laubegast wurde 1897 nach Hermann Seidel benannt. Das als „Sansibar“ bekannte Gelände von Seidels Gärtnerei wurde nach deren Umzug nach Laubegast in den Hermann-Seidel-Park umgestaltet.
Seidel starb im Alter von 63 Jahren und wurde auf dem Striesener Friedhof beigesetzt. Seine Grabstätte steht unter Denkmalschutz.

## Villa „Sansibar“
Am Rand des von Seidel in Striesen erworbenen Kiefernwaldes, den er wegen seiner damals abgeschiedenen Lage „Sansibar“ nannte, ließ er 1895 an der heutigen Augsburger Straße 71 eine Villa als sein Wohnhaus errichten. Dieses Haus erhielt den Namen „Villa Sansibar“. Nach Hermanns Tod 1896 bewohnte seine Frau Minna das Gebäude. Als Teile der Gärtnerei 1920/21 in den Besitz der Stadt Dresden übergingen, wurde in der Villa eine Säuglingskrippe mit Kinderheim eingerichtet. Im Zweiten Weltkrieg wurde das Gebäude teilweise zerstört. Nach der Wiedererrichtung 1950 befand sich in der Villa bis 2008 ein Kindergarten. Danach wurde das Gebäude abgerissen und durch einen Neubau ersetzt, der seit 2011 wieder eine Kindertagesstätte beherbergt.